# 로버트 피츠로이
로버트 피츠로이(영어: Robert FitzRoy, FRS, RN, 1805년 7월 5일 ~ 1865년 4월 30일)는 영국의 해군 군인이자, 기상학자, 지질학자, 지리학자이다. 찰스 다윈이 참여한 두 번째 비글호 항해 때 함장을 맡았다. 또한 날씨를 실용화하려고 시도했으며, 개척적인 기상학자, 뛰어난 측량학자, 수로학자이며, 1843년부터 1845년까지 뉴질랜드 총독을 지냈다.

## 가계
로버트 피츠로이는 영국 서퍽주의 앰프턴에서 태어났다. 아버지 찰스 피츠로이는 육군 군인, 국회의원으로, 할아버지는 총리에 취임한 제3대 그라프톤 공작 오구스투스 헨리 피츠로이였다. 아버지의 조상은 잉글랜드의 왕인 찰스 2세이다. 어머니는 초대 데리 후작인 로버트 스튜어트의 딸이자, 내무장관을 지낸 카스루리 자작의 여동생이다.
이복동생 찰스 피츠로이는 프린스에드워드 섬과 앤티가 바부다 총독 등을 역임했다. 아들 로버트 오브라이언 피츠로이는 영국 해협 함대의 사령관, 해군 소장이 되었다.

## 생애

### 해군 입대
4세 때는 노샘프턴셔에는 피츠로이 가의 저택에서 길러졌다. 1818년 2월 12세의 나이에 포츠머스 왕립 해군 학교에 입학하여, 이듬해에는 영국 해군에 입대했다. 14세의 나이에 지원해 〈오웬 글렌다워 호〉(frigate HMS Owen Glendower)에 탑승했다. 1820년 남아프리카로 건너가 1822년 1월 귀국했다. 이 항해 중에 사관후보생으로 승진했다. 그 후 〈하인드 호〉(HMS Hind)에 승선하여, 1824년 9월 사상 처음 "만점"으로 시험을 통과하고 소위로 승진했다.
〈테티스 호〉(HMS Thetis)에 복무한 후에 1828년 남미사령관 로버트 웰러 오트웨이 소장 휘하의 참모로 임명되어, 〈갠지스 호〉(HMS Ganges)에 승선했다. 당시 필립 파커 킹 함장의 총지휘 하에 프링글 스톡스 함장의 〈비글호〉는 티에라델푸에고 제도의 측량을 하고 있었다. 프링글 스톡스는 심한 우울증으로 권총 자살을 했다. 비글호는 스카이링이 지휘를 맡아 리우데자네이루에 입항했다. 1828년 12월, 거기서 오트웨이는 피츠로이를 임시의 함장으로 임명했다.
1830년 10월 14일 비글호는 귀환하였고, 피츠는 측량과 함장으로서 명성을 얻었다.
그 조사 도중 부하 몇 사람이 해변에서 캠프를 하는 동안 티에라델푸에고 섬의 원주민이 배를 가지고 사라 졌다. 피츠로이는 그 배를 추적하고 난투를 벌인 후 범인의 가족을 인질로 잡아 배로 데리고 왔다. 결국 피츠로이는 가족들 중 두 남자와 각각 한 명의 소년, 소녀를 데리고 가게 되었다. 그들을 해안에 쉽게 내려주기엔 무리였으므로, 피츠로이는 그 원주민들에게 영어와 기독교를 전파하면서 문명화시키기로 결심했다. 그들은 이후 세례명을 받았는데, 소녀는 ‘푸에지아 바스켓’, 소년은 ‘제임스 버튼’, 성인 남자의 한 명은 ‘요크 민스터’라고 이름을 붙여 주었다. 또 한 명의 소년은 ‘보트 메모리’라고 불렀는데, 잉글랜드로 돌아가 천연두 백신을 맞은 후에 사망했다. 그들은 선교사 리처드 매튜스의 주목을 받았고, 1831년 여름에는 국왕을 알현하는데 충분할 정도로 영국 문화에 익숙해졌다.

### 비글호의 두 번째 항해
1831년 5월 피츠로이는 입스위치 선거구에서 토리당 후보로 총선에 출마했으나 패배했다. 새로운 지위를 얻어, 선교 활동을 꾸리려는 그의 희망은 실패한 것처럼 보였고, 그는 자비를 들여 배를 빌려서, 매튜스를 데리고 티에라델푸에고에서 데려왔던 원주민들을 고향으로 돌려보내려고 했다. 다만 친구 해군성 수로 조사관이었던 프랜시스 뷰포트와 "친절한 아저씨" 그라프톤 공작이 해군 본부와 교섭하여, 1831년 6월 비글호의 함장으로 다시 임명되었다. 피츠로이는 배의 장비를 갖추기 위해 돈을 아끼지 않았다.
피츠로이는 스트레스가 많은 고독한 함장의 입장과 전임 스톡스, 삼촌 카스루리 자작이 자살한 것을 매우 걱정하고 있었다. 그래서 1831년에 뷰포트에게 가서 항해를 같이 할 적절한 신사 동료를 찾아달라고 요청했다. 그 동료는 과학적인 관심을 공유하고, 자연 탐사 연구 기회를 살릴 수 있어야 하며, 함장과 동등한 입장에서 함께 식사를 하고, 정상적인 사교를 제공할 수 있는 인물이어야 했다. 그 인물은 결국 찰스 다윈으로 정해졌다.
영국을 출발하기 전에 피츠로이는 다윈에게 찰스 라이엘의 《지질학 원리》 초판 사본을 선사했다. 그 책은 지구의 특징을 점진적으로 일어나는 과정의 결과라고 설명하고 있으며, 피츠로이도 읽은 적이 있는 책이었다. 또한 피츠로이 자신이 라이엘 빙하에 의한 표석같은 지질학적인 관측을 기록하도록 요청하고 있었다. 피츠로이와 다윈은 좋은 관계를 유지했지만, 5년의 항해를 하는 사이에 피츠로이는 심한 성미를 폭발시켜 (사관에서 "핫 커피"라는 별명을 붙였다), 논쟁하기도 했다. 다윈은 나중에 "미치기 일보 직전"이라고 회상 했다.
1832년 3월에 브라질 바이아의 기억은 인상적이었다. 다윈은 노예들을 취급한 이야기에 질렸지만, 피츠로이는 잔인한 행위를 지지하지는 않았지만, 일찍이 농장주가 노예에게 해방시켜 줄까라고 물었을 때에 노예는 '아니오'라고 대답했다고 이야기했다. 다윈은 솔직하게, "노예가 주인의 앞에서 그런 질문에 정직하게 대답할까요?"라고 피츠로이에게 물었다. 피츠로이는 발끈하며, 만약 자신의 말을 의심한다면 더 이상 함께 갈 수 없다고 화를 냈다. 피츠로이는 다윈을 함장의 테이블에서 쫓아냈지만, 이후 다윈에게 발끈한 것을 솔직하게 사죄했다. 그 이후 노예 문제에 대한 주제는 서로 회피했다. 그러나 그들의 종교적, 이념적 다툼은 끝나지 않았고, 그러한 불화는 항해가 끝난 후 닥쳐오게 된다.
티에라델푸에고에 있는 버튼 섬에서 그들은 포교의 거점을 쌓아 올렸다. 그러나 그들이 섬을 떠나 9일 후로 되돌아 왔을 때 거점은 약탈을 당했다. 매튜는 포교를 포기하고, 항해에 다시 참여했으며, 세 명의 서구화된 원주민들도 함께 섬을 떠났다. 포클랜드 제도에서 조사를 효율적으로 실시하기 위해서 자신의 지출로(후에 해군이 부담해 줄 것을 바라고) 스쿠너를 구입하여, 수리해 〈어드벤쳐호〉라고 이름 붙였다. 다시 포교 거점으로 돌아오면서 현지의 습관으로 돌아온 제이미 버튼만이 내려 잉글랜드로 함께 가는 것을 거부했다.
1834년에 발파라이소에서 다윈이 안데스산맥을 탐험하면서 멀리 있는 동안, 해군 본부는 어드벤쳐호를 구입한 것을 비난 했다. 피츠로이는 몹시 분개하며, 스쿠너를 팔면서 조사를 재확인하기 위해서 돌아갈 것이라고 했다. 그리고 자신의 광기와 부채로 인해 함장을 사직했다. 사관은 사임을 철회하도록 설득하며, 피츠로이에게 계획된 탐사를 재개하도록 했고, 갈라파고스 제도, 타히티, 뉴질랜드, 오스트레일리아, 남아프리카, 그리고 다시 한번 바이아로 돌아와 경도 측정을 체크한 후, 영국으로 귀국했다.

### 영국으로의 귀환
1836년 10월 2일, 비글호가 귀국하자마자 피츠로이는 오랫동안 약혼했던 젊은 여자와 결혼했다. 그는 5년 항해 동안 한번도 약혼에 대해 말하지 않았기 때문에 다윈은 놀랐다. 1837년 왕립지리학회에서 금메달을 수상했다. 그의 저널 인용은 1837년 3월 학회에서 읽을 수 있었다.
| “ | 파도에 마모되어 헝클어진 돌, 그리고 축적된 퇴적물이 이 평지의 대부분을 구성하고 있는 것은 놀라운 것이 아닐까요? 지금 파타고니아 사막에 흙을 덮는 자갈을 반올림하는 물은 엄청난 일에 엄청난 시간이 있었음에 틀림없습니다! | ” |

피츠로이는 그때 전 함장의 메모도 함께 항해 보고서로 작성했다. 이것은 필립 파커 킹 함장, 다윈의 기록과 함께 3권의 《영국 군함 어드벤처호와 비글호의 조사 항해 기록》으로 1839년에 간행되었다. 피츠로이의 보고는 구약성서 창세기의 대홍수 이야기에 관해서는 "성서의 신빙성을 부정하는 지질 학자"라는 연구평가 의견이 있었다. 또한 광대한 대지가 40일간의 홍수에 퇴적할 수 없는 것을 인정하고, 성서의 설명을 믿지 않는다는 생각을 보여주었다. 그 때 그는 그런 생각이 "젊은 수병의 눈에 닿는" 것을 우려하여 포탄을 포함한 바위 산 정상 부근에 쌓여있는 것은 노아의 대홍수 고백이라는 논의로 성서의 문자해석에 대한 설명을 하고 있다. 피츠로이는 항해를 하는 동안 받아들이고 있었던 라이엘의 새로운 아이디어로부터 자신을 분리하기 시작했다. 그리고 아주 신앙심이 깊었던 아내의 영향도 있어, 성공회의 전통적인 교리를 받아들여갔다.
1841년 던햄에서 지역 정당의 의원으로 선정되어 1842년 마지 강 관리 교육감 대리로 임명되었다.

### 뉴질랜드 총독
뉴질랜드 초대 총독 윌리엄 홉슨은 1842년에 사망했다. 뉴질랜드에서 강력한 발언권을 가지고 있었던 전도 협회는 후임으로 피츠로이를 임명했다. 그는 1843년 12월 부임했지만, 그것은 어려운 일이었다. 질서를 유지하고 마오리족 사람들을 보호하는 동시에 밀려오는 이민자 토지의 요구에 대응하도록 지시했다. 수중에 있는 군사력은 경미하고, 총독부의 수입은 관세에 의존하고 있었기 때문에 전혀 부족했다.
첫 번째 임무 중 하나는 와이라우 대학살 상황을 조사하는 것이었다. 그는 정착민들의 행동이 불법이었다는 것을 알고, 군비의 두께에 따라 뉴질랜드 측의 지도자 테 라우파라하와 대립하는 것을 피했다. 그러나 뉴질랜드 기업 이민자는 배신이라고 느꼈다. 그 결과, 그는 지역을 통제하기 위한 관리관을 설치했다. 또한 뉴질랜드 컴퍼니가 구매했다고 주장했던 마오리 토지에 대해 보다 현실적인 대가를 지불하도록 요구했다. 이러한 행동을 통해 피츠의 명망은 악화되었다.
토지 매매는 끝없이 골치 아픈 문제였다. 이민자들은 땅을 사고 싶어했고, 일부 마오리족 사람은 팔 생각이 있었다. 그러나 《와이탕이 조약》 하에 땅 매매는 정부중개로만 가능하며, 그리하여 매우 느리게 진행되었다. 피츠로이는 법을 개정하여 정착민들이 마오리 사람들에게 직접 땅을 판매할 수 있도록 했으며, 에이커당 10실링의 과세를 했다. 재정 부족을 매우기 위해 피츠로이는 관세를 올리고 재산세와 소득세를 도입했다. 이러한 전략은 모두 실패하고 식민지 정부는 파산에 직면했다. 피츠로이는 약속어음을 발행할 수 밖에 없었다.
한편 뉴질랜드 북쪽에 사는 마오리족은 끝에 내몰리고 있다는 느낌을 받았고, 뉴질랜드의 변화에 불만을 품고 있었다. 그들은 분노를 보여주기 위하여 영국 국기를 찢었다.

### 기상학
피츠로이 불명예를 당하지는 않았지만, 1848년 9월 영국으로 돌아가 울위치 조선소의 왕립해군 건조장 본부장으로 임명되었다. 1849년 3월 호위함 〈애로건트 호〉(HMS Arrogant)의 함장으로 임명되었다. 1851년 건강악화 등의 이유로 현역에서 물러나 그 해 다윈을 포함한 13명의 추천으로 런던 왕립 학회회원으로 선출되었다. 프랜시스 뷰포트 하에 왕립 학회 회장의 추천에 의해 기상 데이터 수집을 위해 신설된 부문, 상무부의 기상 국장에 선정됐다. 이것은 현대의 영국 기상청의 전신에 해당한다.
피츠로이는 배의 선장이 정보를 수집하고 보고할 수 있도록 기구(Storm glass)를 고안했다. 그는 몇 가지의 기압계를 설계하여 배포하고 각 항구에 설치했다. 20세기에도 기압계는 피츠 특징적인 견해가 반영되어 있다.

### 종의 기원
《종의 기원》(The Origin of Species)이 출판되었을 때, 피츠로이는 당황했고, 《진화론》의 발전에 자신이 기여한 역할을 생각하고 분명 죄책감에 빠져 있었다. 폭풍에 관한 주제를 발표하기 위해 1860년 6월 30일 열린 옥스포드 영국학술회의에 참석했는데, 그곳에서 성공회 주교인 새뮤얼 윌버포스 주교가 다윈을 비난하는 것을 들었다. 면담을 하는 동안(헉슬리와 후커가 반론을 시작하기 전에), 피츠로이는 일어나 성서를 들고 관중에게 "사람보다 하느님을 믿자"라고 호소했다. 《종의 기원》은 그에게 "심각한 고통"을 주었다고 말하고, 관중은 가만히 앉아서 같이 저주했다.

### 자살
1863년 오랜 공적에 의해 해군 중장으로 승진했다. 그러나 그의 기상학 사무소에 어려움이 생기고, 재정적인 문제와 건강 악화로 점점 우울증에 시달렸다. 1865년에 면도기로 목을 그어 자살했다. 올 세인트 교회 앞 묘소에 묻혔다.
이후 다윈은 자서전에서 피츠로이의 성격을 이렇게 묘사하고 있다.
| “ | 의무에 충실하고 실패에 관대하고, 용감하고, 의지가 강하고, 불굴의 정신력을 가지고 있으며. 그의 지휘 아래에 있는 사람들은 모두가 열성적인 친구였다 ... 큰 단점으로는 욱하는 성질이 있었지만 그의 성격의 일부는 내가 지금까지 알고 있는 사람 중 가장 훌륭했다. | ” |

## 같이 보기
- 비글호